# Gallio (bướm nhảy)
Gallio là một chi bướm ngày thuộc họ Bướm nâu.

## Hình ảnh

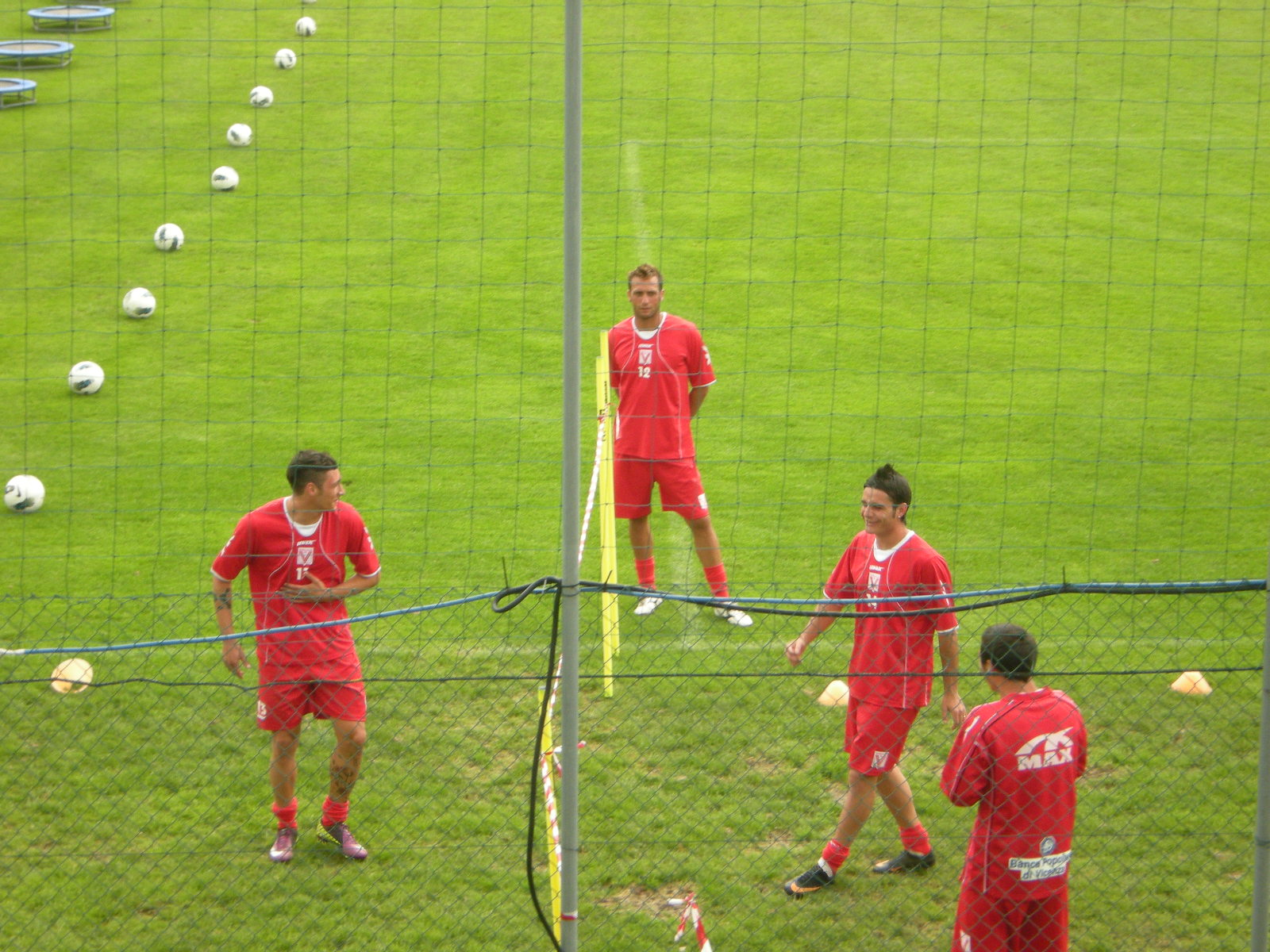

- Tập tin:Tập